# Суперкубок Бразилії з футболу 1990
Суперкубок Бразилії з футболу 1990 — 1-й розіграш турніру. Матчі відбулись 14 березня і 18 квітня 1990 року між чемпіоном Бразилії клубом Васко да Гама та володарем кубка Бразилії клубом Греміо.
| Володар Суперкубка Бразилії 1990 |
| -------------------------------- |
|                                  |
| Греміо Перший титул              |

## Матчі

### Перший матч
| 14 березня 1990 |

| Греміо               | 2:0 | Васко да Гама |
| -------------------- | --- | ------------- |
| Нілсон 67' Дарсі 76' |     |               |

| Олімпіко Монументал, Ріо-де-Жанейро Глядачів: 10 000 Арбітр: Уліссес Таварес |

### Повторний матч
| 18 квітня 1990 |

| Васко да Гама | 0:0 | Греміо |
| ------------- | --- | ------ |
|               |     |        |

| Сан-Жануаріо, Порту-Алегрі Глядачів: 37 000 Арбітр: Ілтон Жозе да Коста |